# Tobía
Tobía és un municipi de la Rioja, a la regió de la Rioja Alta.